# آناستاسیا لازاریوک
آناستاسیا لازاریوک (رومانیایی: Anastasia Lazariuc؛ زادهٔ ۶ ژوئیهٔ ۱۹۵۳) خواننده و بازیگر اهل رومانی است.
از فیلم‌هایی که وی در آنها نقش داشته‌است، می‌توان به بازمانده اشاره کرد.